# Histoire des Samoa américaines
 (juin 2020).
Si vous disposez d'ouvrages ou d'articles de référence ou si vous connaissez des sites web de qualité traitant du thème abordé ici, merci de compléter l'article en donnant les références utiles à sa vérifiabilité et en les liant à la section « Notes et références ».
L'histoire des Samoa américaines ne se distingue réellement de celle des Samoa qu'avec la signature du traité tripartite entre l'Empire allemand, le Royaume-Uni et les États-Unis le 2 décembre 1899.

## Situation antérieure au traité de 1899
Auparavant, les Samoa sont liées complètement au reste de l'archipel. L'installation des hommes sur cette partie des îles Samoa s'est donc faite aux environs de 850 de notre ère et ont été abordées par les Européens pendant le XVIIIe siècle.
L’expédition Lapérouse accoste en 1787 l'île de Maouna, dans la baie de Tutuila, connue pour le tragique événement qui voit la mort du capitaine de Langle, du naturaliste Lamanon ainsi que celle de neuf autres marins, lors d'une escarmouche avec les indigènes. 
Les missionnaires y débarquent dans le courant du XIXe siècle et y propagent la religion chrétienne.
Les intérêts allemands dans la région vont croissant et heurtent les ambitions britanniques et américaines. Ces derniers établissent  de facto la capitale de leur domination à Pago Pago depuis 1877. Cette ville devient le centre de développement des intentions américaines lorsque le traité des Samoa est signé. Cet accord met fin aux guerres intestines samoanes et assoit jusqu'à nos jours la mainmise américaine sur cette partie des îles.
- Crise des Samoa (1887-1889)
- guerre civile des Samoa (en) (1887-1889)

## Colonisation américaine (1899-1945)
Plusieurs chefs de l'île de Tutuila jurent allégeance et cèdent l'île aux États-Unis dans le traité de cession de Tutuila de 1900. Le dernier souverain de Manua, le Tui Manu'a Elisara, signe le traité de cession de Manua de 1904 qui fait suite à une série d'essais de la marine américaine, connue sous le nom de Première instance de l'Union interparlementaire , à Pago Pago, et à Ta‘ū , et à bord d'un escadron de la canonnière Pacifique (?). Les traités sont ratifiés par les États-Unis dans la loi de ratification de 1929.
Après la Première Guerre mondiale, pendant la durée du mouvement Mau (mouvement de contestation de la domination coloniale) dans les Samoa allemandes (passées sous  protectorat néo-zélandais), existe également dans les Samoa américaines un mouvement Mau, dirigé par Samuel Sailele Ripley (vétéran de guerre, du village de Leone).
Pendant la Seconde Guerre mondiale, les Marines américains sont plus nombreux que la population locale. Ils sont donc d'une énorme influence culturelle : les jeunes hommes samoans, à partir de l'âge de 14 ans, sont formés au combat par les militaires américains. Comme lors de la Première Guerre mondiale, les Samoans américains servent en tant que combattants, personnel médical, personnel de transmission, pour la réparation de navires, etc.
- Traité de cession de Tutuila (en) (1900)
- Traité de cession de Manu'a (en) (1904)
- Mouvement Mau (Samoa occidentales), Mouvement Mau aux Samoa américaines (en) (années 1920)
- Acte de ratification de 1929 (en)

## Histoire récente
Après la guerre, la loi organique 4500, pourtant soutenue par le ministère de l'Intérieur, échoue devant le Congrès. Elle visait à intégrer les Samoa américaines aux États-Unis. Cet échec est principalement dû  aux efforts d'une assemblée de chefs des Samoa américaines, conduite par Tuiasosopo Mariota. Les efforts de ces chefs aboutissent à la création d'une assemblée législative locale, le American Samoa Fono qui se réunit dans le village de Fagatogo en faisant de facto et de jure la capitale de ce territoire (a contrario de Pago-Pago qui ne l'est que de facto).
Dans le même temps, le gouverneur militaire marin nommé, est remplacé par un élu local. Bien que techniquement considéré comme «non organisé» en ce sens que le Congrès américain n'a pas adopté une loi organique pour le territoire, les Samoa américaines sont autonomes en vertu de la constitution qui est entrée en vigueur le 1er juillet 1967. Le territoire américain des Samoa américaines est sur la liste des Territoires non-autonomes des Nations unies ; pour les Américains, ces îles sont un territoire non incorporé des États-Unis.
Les îles sont réticentes à se séparer des États-Unis de quelque manière que ce soit. Les frontières maritimes des Samoa américaines avec la Nouvelle-Zélande (via Tokelau, les îles Cook, Niue) ont été déterminés après une série de traités mais les frontières maritimes avec Tonga et Samoa n'ont pas encore été convenues.